# Apanteles contactus
Apanteles contactus är en stekelart som beskrevs av Papp 1977. Apanteles contactus ingår i släktet Apanteles och familjen bracksteklar. Inga underarter finns listade i Catalogue of Life.